# Jérôme Dahan
Pour les articles homonymes, voir Dahan.
Jérôme Dahan, né le 3 mars 1959 à Paris 16e et mort le 12 octobre 2010 à Paris 12e,, est un auteur-compositeur-interprète français.

## Biographie

### Carrière
Ami de Mylène Gautier, future Mylène Farmer, au début des années 1980, il a peu après rencontré et sympathisé avec Laurent Boutonnat (qui souhaitait réaliser un film) dans une boîte de production cinématographique où Jérôme Dahan était assistant-régisseur. Avec un troisième ami, ils montent alors une société d’édition et présentent une chanson à Lio, qui lui plaît. L'enregistrement n'a pas lieu pour cause de désaccords sur les droits éditoriaux.
Dahan et Boutonnat écrivent ensuite une chanson intitulée Maman a tort, et cherchent une interprète. Après un casting infructueux, une tentative ratée avec une mineure (l'âge posant des problèmes juridiques), leur amie commune Mylène s'est proposée pour interpréter cette chanson et après bien des difficultés (plus d'un an de démarches), ils réussissent à signer chez RCA (pour 2 simples).
Le disque sort en France et au Canada. Une version anglaise : Mum is Wrong, a été enregistrée par la suite mais non produite.
Jérôme Dahan est donc finalement le premier auteur de Mylène Farmer, au début de sa carrière avec Laurent Boutonnat, même si cette chanson n'avait pas été écrite pour elle à l'origine. 100 000 exemplaires de ce disque ont été vendus. S'il s'agit d'un résultat mitigé pour l'époque, il suffit à aider au décollage de la carrière de la chanteuse.
Par la suite, Mylène Farmer interprétera pour son second disque une chanson que Jérôme Dahan avait déjà écrite et composée pour lui-même : On est tous des imbéciles, face A d'un 45 tours (avec en face B, L'Annonciation de Laurent Boutonnat). Mais le disque ne s'écoule qu'à 40 000 exemplaires. Mylène parvient cependant à signer chez Polydor pour plusieurs albums, mais un désaccord naît avec Jérôme Dahan, marquant la fin de leur collaboration. Ce dernier voulait en effet faire de la jeune artiste une nouvelle Françoise Hardy, tandis que son complice et le reste de la production ne juraient que par Jeanne Mas, référence majeure de l'époque.

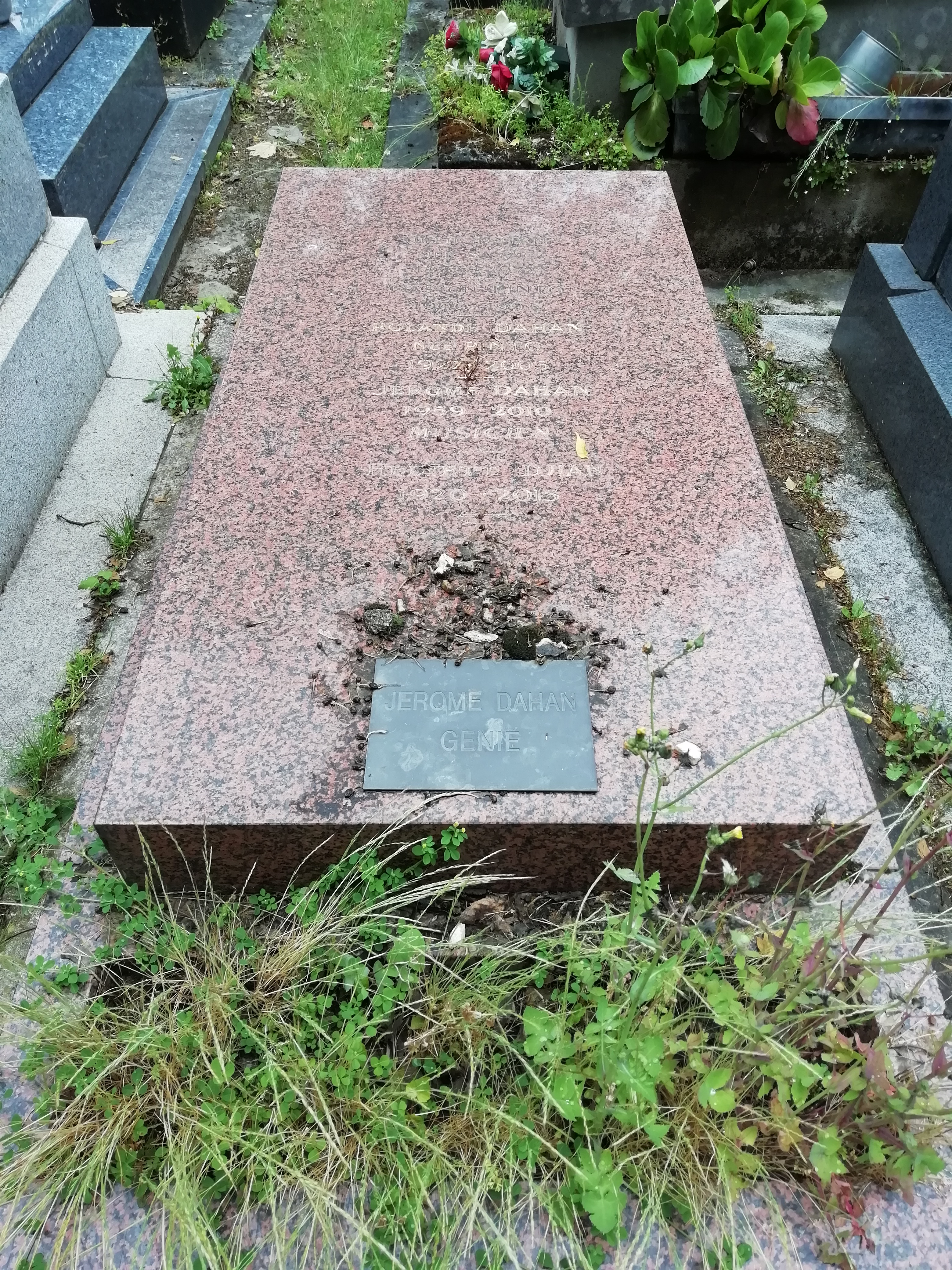
Tombe de Jérôme Dahan au cimetière du Montparnasse (division 30).

Jérôme Dahan rompt alors leur collaboration, en reprenant les chansons écrites pour Mylène Farmer. Face au succès de cette dernière au cours des années qui ont suivi, il a reconnu qu'ils avaient fait le bon choix et est resté admiratif du travail de la chanteuse.
Il a ensuite travaillé pour lui-même et a sorti un seul et unique album en 1993 : Sexe faible.

### Mort
Malade depuis des années d'un cancer, il meurt le 11 octobre 2010 à Paris, à l'âge de 51 ans. Il est inhumé au cimetière du Montparnasse (division 30) à Paris.